# アルブレヒト・フォン・ヴァレンシュタイン

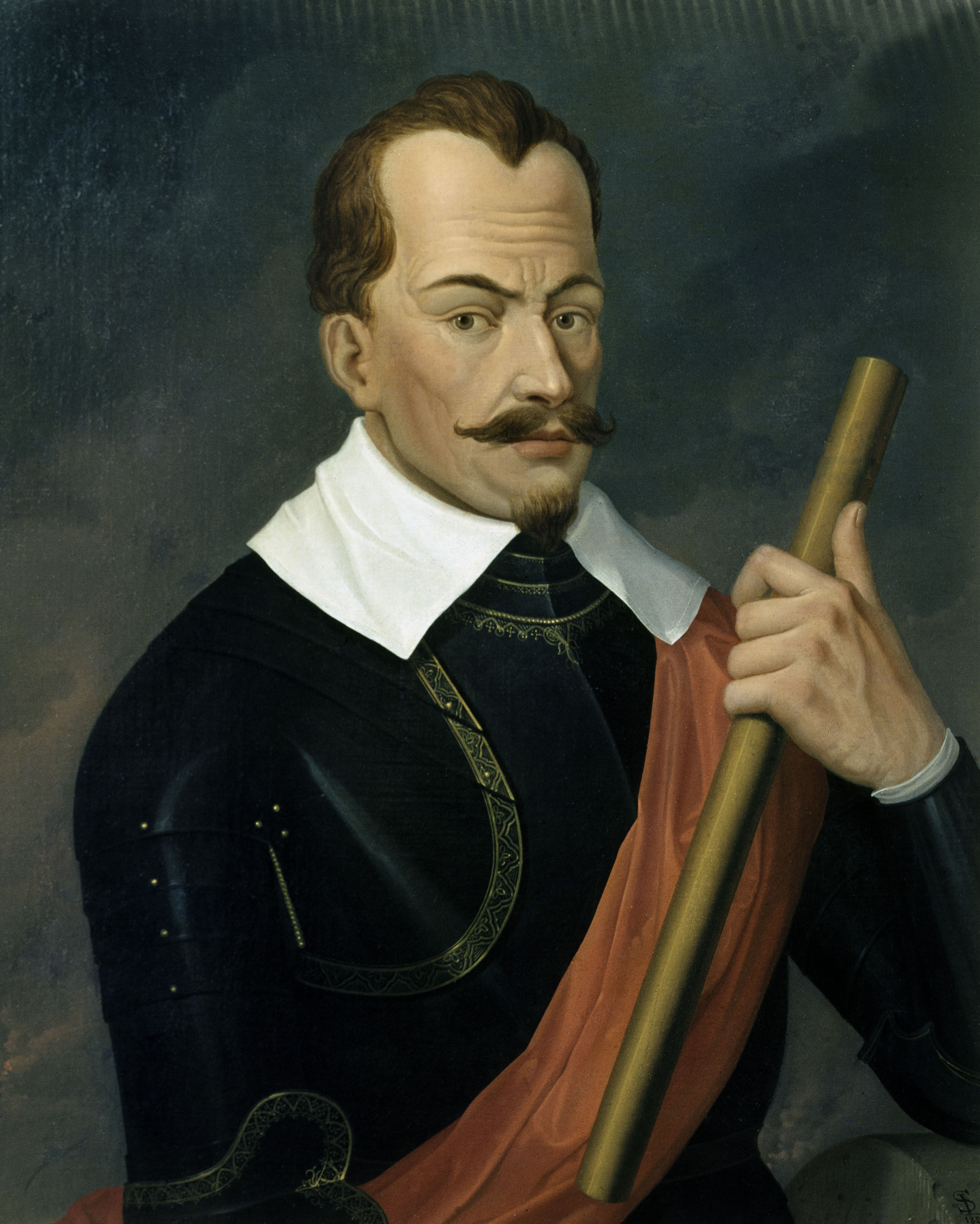
アルブレヒト・フォン・ヴァレンシュタイン

アルブレヒト・ヴェンツェル・オイゼービウス・フォン・ヴァレンシュタイン（ 発音例, 独: Albrecht Wenzel Eusebius von Wallenstein, チェコ語: Albrecht Václav Eusebius z Valdštejna, 1583年9月24日、ボヘミア - 1634年2月25日、エゲル（現在のヘプ））は、三十年戦争期のボヘミアの傭兵隊長である。神聖ローマ帝国の皇帝フェルディナント2世に仕えて、帝国大元帥・バルト海提督・フリートラント公爵（en:Duchy of Friedland）となって位人臣を極めたが、後に皇帝の命令で暗殺された。
元の姓はヴァルトシュタイン（Waldstein, 発音例）。

## 生涯
ボヘミアのドイツ系プロテスタントの小貴族の家に生まれるが、カトリックに改宗してイタリアのパドヴァ大学に遊学した。しかし暴力事件に巻き込まれ退学、帰国後に傭兵となり、ハプスブルク家に仕えハンガリーでオスマン帝国と戦う一方で裕福な未亡人と結婚、この女性から受け継いだ遺産を元手に金融業及び領地の殖産興業で資産を増やし、ボヘミアで傭兵を募集して実力を蓄えていった。
1618年にボヘミアのプロテスタントが反乱を起こし、プファルツ選帝侯フリードリヒ5世をボヘミア王に選出すると、反乱政府の金庫を奪って抵抗、神聖ローマ皇帝フェルディナント2世に味方して反乱鎮圧に貢献、1620年に反乱鎮圧に伴うプロテスタントの領土没収及び売買に加わり土地を買い漁り、ボヘミアでも有数の大貴族にのし上がった。また、1620年から1623年にかけて軍資金不足の皇帝に資金融資及び私兵を提供、同年に北ボヘミアのフリートラント公に任じられ、フェルディナント2世の側近カール・フォン・ハラハの娘エリーザベトと結婚して宮廷に足掛かりを築き、1625年に自前の軍勢徴募を申し出て許可され、皇帝軍総司令官に任命された。
そうして3万の軍を集めて北ドイツへ出兵、先に皇帝の命令で出陣していた将軍ティリー伯と合流してデンマーク王クリスチャン4世、エルンスト・フォン・マンスフェルト、クリスティアン・フォン・ブラウンシュヴァイク＝ヴォルフェンビュッテルなどのプロテスタント諸侯を討伐することを決めて北上した。このうちクリスティアンは急死してマンスフェルトがヴァレンシュタインの駐屯地に現れ襲撃したが、ヴァレンシュタインは迎撃してマンスフェルト軍を撃破（デッサウの戦い）、ティリーもクリスチャン4世に勝利（ルッターの戦い）してプロテスタント軍は全て掃討され、勢いに乗ってメクレンブルク、ユトランド半島に進出、クリスチャン4世は海上へ逃れた。1628年にはフェルディナント2世によりメクレンブルク＝シュヴェリーン公アドルフ・フリードリヒ1世と弟のメクレンブルク＝ギュストロー公ヨハン・アルブレヒト2世が廃位され、代わりに功績を認められメクレンブルク公に叙爵された。
だが、その間に免奪税などの軍税制度を創出して占領地から取り立て、これが批判される一方、他の軍の略奪行為との兼ね合いから波紋を広げる。特にブランデンブルク選帝侯ゲオルク・ヴィルヘルムはデンマーク戦争でヴァレンシュタインに何度も多額の金を支払い不満が高まっていたため、フェルディナント2世に対してヴァレンシュタインへの抗議を繰り返していった。また、ボヘミアの小貴族に過ぎないヴァレンシュタインが一気に帝国諸侯に成り上がったことも旧来の帝国諸侯たちの反感を買い、ヴァレンシュタイン及び皇帝政府は徐々に孤立していった。
1628年7月にヴァレンシュタインはプロテスタントの都市シュトラールズントを包囲していたが、頑強な抵抗及びスウェーデンとデンマークの援助で包囲は難航し撤退した。クリスチャン4世は直ちにドイツへ再上陸したが、待ち構えていたヴァレンシュタインはヴォルガストの戦いでデンマーク軍を破り、翌1629年のリューベックの和約成立でデンマークをドイツから締め出した。この時点で表立って反抗するプロテスタントがいなくなり、フェルディナント2世とヴァレンシュタインの権力は絶頂期に達した。
しかし諸侯の不満は収まらず、1629年にフェルディナント2世がプロテスタントの勢力削減及び諸侯の軍事力を制限してハプスブルク家の絶対君主制確立を企てた復旧令（独: Restitutionsedikt）を発布するとたちまちプロテスタント・カトリック双方から反対の声が上がり、ブランデンブルク選帝侯ゲオルク・ヴィルヘルム、ザクセン選帝侯ヨハン・ゲオルク1世、バイエルン選帝侯マクシミリアン1世ら選帝侯はフェルディナント2世の嫡男フェルディナント（後のフェルディナント3世）のローマ王選出拒否を楯に復旧令の撤回とヴァレンシュタイン罷免を要求、フェルディナント2世は窮地に立たされた。また、イタリアのマントヴァ公国でスペインとフランスが介入した継承問題が起こると、スペインに迎合しようとヴァレンシュタイン軍を派遣しようとして拒否されたことからヴァレンシュタインにも不信感を募らせていった。
そして1630年、ヴァレンシュタインはフェルディナント2世に総司令官を罷免され、軍を解散してフリートラントへ戻った（翌年にはメクレンブルク公位も取り上げられた）。一方のフェルディナント2世はローマ王選出がなされず諸侯の懐柔に失敗した上、同年にスウェーデン王グスタフ2世アドルフがプロテスタント諸侯とフランスの支援を受けて北ドイツに上陸、後任の司令官ティリーが1631年にマクデブルクの戦いにおける虐殺でプロテスタントを一層離反させるなど危機に陥った。
ティリーはスウェーデン軍の迎撃にザクセンへ向かったが、ブライテンフェルトの戦いで大敗して皇帝軍が不利になり、続くレヒ川の戦いでティリーが戦死、バイエルンがスウェーデン軍に略奪されるがままになると、領地を失ったマクシミリアン1世にヴァレンシュタイン続投を訴えられたフェルディナント2世の懇願を受け復職した。この時、軍の支配権、和平交渉権、条約締結権、選帝侯位を要求したとも言われる。
復帰を受諾するとボヘミアを占領していたザクセン軍の排除に動き、傭兵隊長ハンス・フォン・アルニム＝ボイツェンブルクを説得して（賄賂を渡したとも）ボヘミアから撤退させ、ドイツへ深入りしたグスタフ2世の動揺を誘い北へ後退させた。しかし、かつてのように自ら鍛え上げた軍団ではなく、皇帝軍という既成の組織を指揮したこともあって精彩を欠き、1632年にはライプツィヒ郊外のリュッツェンの戦いでグスタフ2世アドルフを戦死させながらも皇帝軍は敗走した。
1634年2月にエーガー（独: Eger、チェコ語: Cheb ヘプ）の居城で皇帝軍のスコットランド人とアイルランド人の将校によって暗殺された。50歳であった。リュッツェン戦後の行動や暗殺の理由については謎が多い。戦後は残党討伐でドイツを転戦しながら、独自に講和を結ぼうとしたことから反逆の疑いをかけられ、選帝侯位を得た後はボヘミアの王位を狙っているものとも噂された。グスタフ2世アドルフが居なくなったことで、ヴァレンシュタインの存在価値は急激に失墜し、裏切りの可能性から皇帝に危険視されたとも言われている。
総司令官の座はフェルディナント2世の嫡男フェルディナントが就任、スペインと組んでプロテスタント軍の掃討に全力を尽くすことになる。

## 後世の影響

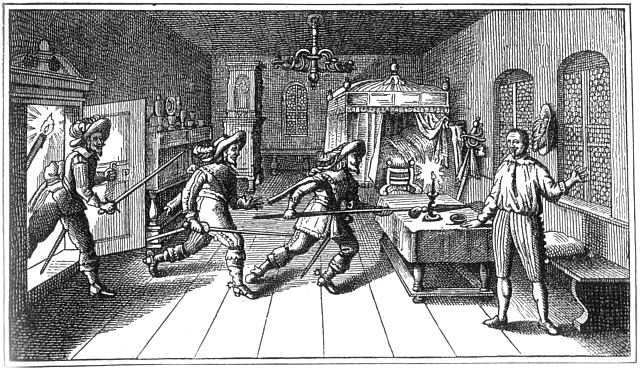
暗殺されるヴァレンシュタイン

従来の傭兵は現地調達、すなわち略奪を主に収入源として活動していたが、ヴァレンシュタインは軍税という形で収入を効率よく取り立てる方法を発見、活用した。これは占領地かその領主に対して略奪免除をする代わりに税金を取り立てそれを傭兵達の報酬に還元するというもので、諸侯や住民にとって重い負担なのは同じながら、直接土地に対する被害が無く確実な収入を見込めることから、このシステムを元に常備軍が出来上がりつつあったと言われている。
最盛期には12万5000もの大軍勢を率いていたヴァレンシュタインだったが、急速な出世と軍税負担から諸侯の反感を買い罷免されるに至った。再度の登板には皇帝側も徴税方法を学び取り独自に軍を集結させ、ヴァレンシュタインはその頂点に立ったといっても軍隊の忠誠は直接金を払う皇帝に向いていたため、暗殺時にほとんどの将校に背かれたことは彼のような自立した軍人の台頭は阻止・排除され、国家による軍事統制が始まったことを示している。
文化面では、ドイツの作家シラーがヴァレンシュタインの生涯を書き上げた戯曲『ヴァレンシュタイン三部作』がある。